# Liste der denkmalgeschützten Objekte in Radmer
Die Liste der denkmalgeschützten Objekte in Radmer enthält die 8 denkmalgeschützten, unbeweglichen Objekte der Gemeinde Radmer im steirischen Bezirk Leoben.

## Denkmäler
| Foto |                 | Denkmal                                                                             | Standort                                                        | Beschreibung | Metadaten |
| ---- | --------------- | ----------------------------------------------------------------------------------- | --------------------------------------------------------------- | --- | --- |
| ja   | Datei hochladen | Schloss Greifenberg HERIS-ID: 44148 Objekt-ID: 44850                                | Radmer an der Hasel 25 Standort KG: Radmer an der Hasel         | Das Schloss Greifenstein ist ein altes kaiserliches Jagdschloss. Es wurde um 1600 erbaut und 1728 erneuert. Der breitgelagerte dreigeschoßige Bau hat zwei runde, teilweise eingestellte Ecktürme mit Hauben, das Schloss selbst ein Krüppelwalmdach. Im 1. Obergeschoß gibt es einfache Stuckdecken aus der 2. Hälfte des 17. Jahrhunderts. | BDA-Hist.: Q38007183 Status: Bescheid Stand der BDA-Liste: 2025-06-30 Name: Schloss Greifenberg GstNr.: .1 |
| ja   | Datei hochladen | Ehem. Kupferbergbaustollen, sog. Paradeisstollen HERIS-ID: 46439 Objekt-ID: 48454   | südlich Radmer an der Hasel 38 Standort KG: Radmer an der Hasel | Der Stollen ist ein Überrest des einst bedeutenden Kupferbergbaus in Radmer, der seinen Höhepunkt im 17./18. Jahrhundert erreichte und 1855 eingestellt wurde. Er fungiert nun als Schaubergwerk. | BDA-Hist.: Q38021581 Status: Bescheid Stand der BDA-Liste: 2025-06-30 Name: Ehem. Kupferbergbaustollen, sog. Paradeisstollen GstNr.: 352/1, 357                                                               |
| ja   | Datei hochladen | Volksschule HERIS-ID: 87354 Objekt-ID: 101753                                       | gegenüber Finstergraben 7 Standort KG: Radmer an der Stube      | | BDA-Hist.: Q37719692 Status: § 2a Stand der BDA-Liste: 2025-06-30 Name: Volksschule GstNr.: .182 |
| ja   | Datei hochladen | Kirchhofanlage hl. Antonius von Padua und Friedhof HERIS-ID: 51764 Objekt-ID: 57539 | Radmer an der Stube Standort KG: Radmer an der Stube            | Die auf einer Anhöhe stehende Wallfahrtskirche ist eine Stiftung von Kaiser Ferdinand II. und wurde 1600–1603 von Baumeister Hans Reßl erbaut, die Pläne stammen wahrscheinlich von Giovanni Pietro de Pomis. Das Langhaus ist vierjochig mit einem schmäleren zweijochigen Chor, der einen leicht gerundeten Abschluss hat. Es wurden durchgehend Stichkappen-Tonnengewölbe errichtet, die auf gestuften Pilastern mit Kompositkapitellen aufgesetzt sind. Die beiden Türme wurden 1757 erhöht und weisen Doppelzwiebelhelme auf. Die glatte Westfassade weist zwei Figurennischen mit Heiligenstatuen aus der Zeit um 1700 auf. Die Innenausstattung stammt aus der Zeit um 1720, ebenso die Stukkatur (Laub-, Bandl- und Gitterwerkstuck). Die Kirche ist von einem gleichzeitigen Friedhof umgeben. | BDA-Hist.: Q38047451 Status: § 2a Stand der BDA-Liste: 2025-06-30 Name: Kirchhofanlage hl. Antonius von Padua und Friedhof GstNr.: .1/1, 191, .1/2, 175, .3, .2 Kirchhofanlage hl. Antonius von Padua, Radmer |
| ja   | Datei hochladen | Ehem. Herrschaftshaus, sog. Großhaus HERIS-ID: 43844 Objekt-ID: 44527               | Radmer an der Stube 19 Standort KG: Radmer an der Stube         | Der zweigeschoßige und siebenachsige Bau wurde um 1600 in die heutige Form gebracht. Über dem Rundbogen-Rustikaportal gibt es gekuppelte Rundbogenfenster ohne Mittelsteg. Beide Geschoße sind heute unterteilte Hallen mit Stichkappentonnen auf Konsolen. | BDA-Hist.: Q38005154 Status: Bescheid Stand der BDA-Liste: 2025-06-30 Name: Ehem. Herrschaftshaus, sog. Großhaus GstNr.: .25/1                                                                                |
| ja   | Datei hochladen | Pfarrhof HERIS-ID: 75534 Objekt-ID: 89027                                           | Radmer an der Stube 35 Standort KG: Radmer an der Stube         | | BDA-Hist.: Q38139385 Status: § 2a Stand der BDA-Liste: 2025-06-30 Name: Pfarrhof GstNr.: .9 |
| ja   | Datei hochladen | Kreuzweg mit Kapellen und Kriegerdenkmal HERIS-ID: 75537 Objekt-ID: 89031           | Radmer an der Stube Standort KG: Radmer an der Stube            | | BDA-Hist.: Q38139400 Status: § 2a Stand der BDA-Liste: 2025-06-30 Name: Kreuzweg mit Kapellen und Kriegerdenkmal GstNr.: 192, 175                                                                             |

## Ehemalige Denkmäler
| Foto |                 | Denkmal                                                                          | Standort                                                    | Beschreibung | Metadaten |
| ---- | --------------- | -------------------------------------------------------------------------------- | ----------------------------------------------------------- | ------------ | --- |
| ja   | Datei hochladen | Wirtschaftsgebäude, ehem. Personalhaus HERIS-ID: 87360 Objekt-ID: 101759bis 2024 | bei Radmer an der Stube 19 Standort KG: Radmer an der Stube |              | BDA-Hist.: Q37719764 Status: § 2a Stand der BDA-Liste: 2024-06-15 Name: Wirtschaftsgebäude, ehem. Personalhaus GstNr.: .31 |